# Circolo Canottieri Aniene
Il Circolo Canottieri Aniene è una società polisportiva di Roma.

## Storia
Fondato nel 1892 da Alessandro Morani e dai fratelli Fasoli, è diventato tra le due guerre un punto di riferimento per il canottaggio nazionale, fornendo alla spedizione italiana per le Olimpiadi 1932 a Los Angeles i futuri medagliati Antonio Ghiardello, Giliante D'Este, Francesco Cossu e Antonio Provenzani.
Negli anni cinquanta il circolo iniziò i lavori per l'attuale sede presso l'Acqua Acetosa, dando impulso anche ad altre discipline sportive quali nuoto, tennis, canoa e calcio a 5.
Il Circolo Canottieri Aniene è stata una delle società pioniere nel calcio a 5: la squadra ha partecipato al primo campionato italiano di calcio a 5 e ha vinto le prime due edizioni della Coppa Italia nel 1986 e 1987.
Da 1997 al 2017 ne è stato presidente Giovanni Malagò; il 27 marzo 2017 è stato sostituito da Massimo Fabbricini (capo ufficio stampa del CONI e fratello del segretario generale Roberto), mentre Malagò è diventato presidente onorario.

## Soci
I più importanti soci del circolo Canottieri Aniene divisi per categorie:
Costruzioni e immobiliare
- Sergio Rivolta Lippo
- Marco Rivolta Lippo
- Luca Rivolta Lippo
- Franco Caltagirone
- Leonardo Caltagirone
- Paolo Bruno
- Massimo Caputi
- Giuseppe Statuto
- Pierluigi e Claudio Toti
- Valter Mainetti
- Pietro Salini
- Duccio Astaldi
- Carlo Toto
- Luca Parnasi
- Francesco Bellavista Caltagirone

Impresa
- Carlo Perrone
- Elio Catania
- Alberto Tripi
- Chicco Testa
- Francesco Trapani
- Massimo Sarmi
- Fabrizio Di Amato
- Mauro Accroglianò
- Alessandro Benetton
- Nerio Alessandri
- Marco Tronchetti Provera
- Cesare e Piergiorgio Romiti
- Luca e Matteo Cordero di Montezemolo
- Andrea, Alessandro e Giampaolo Angelucci
- Bernabò Bocca
- Carmine Saladino
- Sandro Bufacchi

Politica e storia
- Benito Mussolini
- Walter Veltroni
- Ignazio Abrignani
- Piero Marrazzo
- Michel Martone
- Gianni Letta
- Luigi Compagna
- Andrea Zoppini
- Raffaele Ranucci
- Luca Danese
- Giuseppe Valentino
- Antonio Marzano
- Andrea Ronchi
- Rocco Crimi
- Maurizio Gasparri

Banche e finanza
- Rodolfo Belcastro
- Massimiliano Cesare
- Guido Maria Brera
- Emmanuele Francesco Maria Emanuele
- Corrado Passera
- Luigi Abete
- Vincenzo Manes
- Fabio Gallia
- Rodolfo Errore

Professioni
- Malcolm Pagani
- Andrea Purgatori
- Giampiero Tasco
- Emanuele D’Innella
- Marco Papi
- Vincenzo Papi
- Luca Benigni
- Tommaso Di Tanno
- Gianluca Piredda
- Rolando Pennacchi
- Vittorio Silvestri
- Giorgio Fraccastoro
- Andrea Piovesan
- Cristiano Augusto Tofani
- Vincenzo Montenovesi

Sport e spettacolo
- Enrico Vanzina
- Carlo Vanzina
- Paolo Sorrentino
- Dino Zoff
- Francesco Totti
- Stefano Petrucci
- Mauro Baldissoni
- Andrea Lo Cicero
- Josefa Idem
- Federica Pellegrini
- Flavia Pennetta
- Mario Pescante
- Franco Chimenti
- Alex Zanardi
- Giuseppe Tornatore
- Carlo Verdone
- Ennio Morricone
- Franco Carraro

## Principali atleti
- Federica Pellegrini
- Benedetta Pilato
- Nicolò Martinenghi
- Silvia Di Pietro
- Nicolae Craciun
- Caterina Giacchetti
- Alessio Boggiatto
- Marco Belotti
- Roberto Pangaro
- Elisabetta Dessy
- Elia Luini
- Piero Codia
- Simone Ruffini
- Aurora Ponselé
- Simona Quadarella
- Filippo Magnini
- Matteo Berrettini
- Alex Di Giorgio